# Aleuroclava cardamomi
Aleuroclava cardamomi là một loài côn trùng cánh nửa trong họ Aleyrodidae, phân họ Aleyrodinae.
Aleuroclava cardamomi được David & Subramaniam miêu tả khoa học đầu tiên năm 1976.